# Петровская (Каргопольский район)
Петровская — деревня в Каргопольском районе Архангельской области России. Входит в состав Павловского сельского поселения.

## История
В «Списке населенных мест Российской империи», изданном в 1879 году, населённый пункт упомянут как деревня Петровская (Петровщина) Каргопольского уезда (1-го стана), при колодцах, расположенная в 12 верстах от уездного города Каргополя. В деревне насчитывалось 6 дворов и проживало 40 человек (20 мужчин и 20 женщин).
По данным 1905 года имелось 9 домов и проживало 45 человек (21 мужчина и 24 женщины). В административном отношении деревня входила в состав Полуборского общества Нифантовской волости. Имелось 8 лошадей, 12 коров и 34 головы прочего скота.

## География
Деревня находится в юго-западной части Архангельской области, в южной зоне средней тайги, на расстоянии примерно 11 километров (по прямой) к северо-западу от города Каргополя, административного центра района.

### Часовой пояс
Петровская, как и вся Архангельская область, находится в часовой зоне МСК (московское время). Смещение применяемого времени относительно UTC составляет +3:00.

## Население
| 2002 | 2010 | 2012 |
| ---- | ---- | ---- |
| 195  | ↘116 | ↗142 |

Национальный состав
Согласно результатам переписи 2002 года, в национальной структуре населения русские составляли 99 %.

## Улицы
Уличная сеть деревни состоит из трёх улиц.